# Tetolet
Els tetolets (Limnodromus) són un gènere d'ocells de la família dels escolopàcids (Scolopacidae). Són aus de mida mitjana, bec llarg i potes llargues. S'assemblen als tètols (Limosa) en la forma del cos i el bec, i el ventre vermellós a l'estiu, però les potes són molt més curtes, semblants a la dels becadells (Gallinago), amb els quals també estan relacionades (Thomas et al., 2004).
Totes tres espècies d'aquest gènere tenen hàbits migratoris. Les dues espècies nord-americanes són difícils de distingir en qualsevol plomatge, i van ser considerats una sola espècie. L'espècie asiàtica és rara i poc coneguda.

## Taxonomia
Se n'han descrit tres espècies a aquest gènere:
- Tetolet asiàtic (Limnodromus semipalmatus).
- Tetolet becllarg (Limnodromus scolopaceus).
- Tetolet gris (Limnodromus griseus).